# Нічір'ю-Мару
Нічір'ю-Мару — транспортне судно, яке під час Другої світової війни взяло участь у операціях японських збройних сил на Новій Гвінеї.

## Передвоєнна служба
Судно спорудили в 1919 році на верфі компанії Asano Shipbuilding для компанії Hashimoto Kisen під назвою Розан-Мару.
У 1923-му новим власником Кейфуку-Мару стала компанія Kokusai Kisen, а в 1930-му воно перейшло до Karafuto Kissen, яка перейменувала його у Карафуто-Мару. З 1938-го ним володіла компанія Nissan Kisen, котра також дала судну нове найменування — Нічір'ю-Мару.
У якийсь момент судно реквізували для потреб Імперського флоту Японії.

## Рейс до Рабаулу
2 грудня 1942-го судно вийшло з японського порту Саєкі у складі конвою «E» — одного з багатьох, проведення яких здійснювалось у межах операції «Військові перевезення № 8» (No. 8 Military Movement, 8-Go Enshu Yuso). Метою цих транспортних перевезень було постачання головної передової бази в Рабаулі (острів Нова Британія в архіпелазі Бісмарка), з якої провадились операції на Соломонових островах та сході Нової Гвінеї. 15 грудня конвой прибув до кінцевого пункту.

## Рейс на Нову Гвінею
Станом на початок січня 1943-го японські сили перебували під сильним тиском як на Соломонових островах (де підходила до завершення битва за Гуадалканал), так і на Новій Гвінеї. В останньому випадку союзники наближались до заволодіння районом Буна — Гона, що спонукало японське командування вжити заходів для підсилення розташованих північніше гарнізонів у Лае та Саламауа. Як наслідок, сюди відправили конвой з кількох суден, зокрема Нічір'ю-Мару мало на борту більшу частину 3-го батальйону 102-го піхотного полку. Конвой зміг досягнути Лае та почати розвантаження, проте став ціллю для ворожої авіації. Саме під час цих нальотів 7 січня уражене Нічір'ю-Мару затонуло.